# Jesús Díaz
Jesús Díaz Palacios (16 ottobre 1954) è un ex arbitro di calcio colombiano.

## Biografia
Ha diretto al Campionato mondiale di calcio 1986 Belgio-Iraq (2-1) e il quarto di finale Germania Ovest-Messico, vinto dai tedeschi ai rigori.
Alle Olimpiadi 1988 ha arbitrato il quarto di finale Zambia-Germania Ovest, vinto dai tedeschi 4-0, ed ha svolto la funzione di guardialinee nella finale Unione Sovietica-Brasile